# آنتون راکر
آنتون راکر (انگلیسی: Anton Rücker؛ زادهٔ ۱۳ فوریهٔ ۲۰۰۱) بازیکن فوتبال است.
وی همچنین در تیم‌های ملی فوتبال جوانان آلمان، و جوانان آلمان، بازی کرده‌است.